# آنجلو پائولانتی
آنجلو پائولانتی (انگلیسی: Angelo Paolanti؛ زادهٔ ۲۷ فوریهٔ ۱۹۵۹) بازیکن فوتبال اهل ایتالیا است.
از باشگاه‌هایی که در آن بازی کرده‌است می‌توان به باشگاه فوتبال آ.اس. رم اشاره کرد.